# Caesar Baronius
Latinosan Caesar Baronius, olaszosan Cesare Baronio C. O. (Sora, 1538. augusztus 30. – Róma, 1607. június 30.) újkori olasz hittudós, kora egyik leghíresebb egyháztörténésze, római katolikus bíboros.

## Élete
Mélyen vallásos keresztény családban született, édesanyja már születése előtt a Szűz Máriának ajánlotta, és ez ajánlást az ifjú Baronius maga is megerősítette. Tanulmányait Veroliban, Nápolyban és Rómában végezte. Néri Szent Fülöp hatására lépett be az oratoriánus rendbe. 1563-ban szentelték pappá szenteltek, 1564-től 1577-ig Rómában a Keresztelő Szent Jánosról elnevezett, majd 1593-ig pedig az ugyancsak római vallicellai templomnál volt lelkipásztor  rendkívüli buzgósággal és csodás sikerrel. 1593-ban az idős Néri Szent Fülöp után az oratóriánusok rendfőnökévé, 1595-ben VIII. Kelemen pápa gyóntatójává, illetve apostoli főjegyzővé (lat. protonotarius apostolicus), 1596-ban pedig bíborossá nevezték ki. XI. Leó pápa 1605-ös halála után 31 szavaztak arra, hogy pápa legyen, de végül mégsem ő lett Leó utóda. 1607-ben, szent ember hírében hunyt el 69 éves korában.

## Művei
Sokoldalú hivatalviselése mellett komoly irodalmi működést fejtett ki, mint azt következő művei mutatják: 
- Martyrologium Romanum restitutum, Gregorii XIII. iussu editum, cum notis Caes. Baronii, Romae 1586, Venet. 1587;
- Paraenesis ad respublicam Venetam, Romae 1606;
- Votum contra remp. Venet;
- Relatio de legatione Ecclesiae Alex. ad apost. sedem, Coloniae 1598;
- De Ruthenorum origine et conversione, Coloniae 1598;
- Vita s. Gregorii Nazianzeni;
- Epistolae et opuscula, Romae, 1759–1770, 3 kötet;
- Tractatus de monarchia Sicula – Baronius kimutatja, hogy II. Orbán pápa rendelete, amely alapján a spanyol királyok Szicília egyházi törvénykezésében illetékességet követeltek, nem hiteles;
- Annales ecclesiastici a Christo nato ad annum 1198, 12 köt. – Baronius fő műve, a keresztény egyház története Jézus Krisztus idejétől 1198-ig 12 kötetben. Baronius Néri Szent Fülöp fölszólítására fogott bele a nagy mű megírásába, célja a katolikus egyház védelmezése volt az evangélikus Matthias Flacius vezette magdeburgi centuriatorok történeti torzításai ellen. (A mű megírására Baronius először Onuphrius Panoinit ajánlotta, de ő nem vállalta el a munkát, így végül mégiscsak Baronius állította össze.) Baronius művét később Antonius Pagius ferences szerzetes javította ki, illetve öten folytatták: Odorico Raynaldi, Jakob Laderch és Augustin Theiner oratóriánusok, Abraham Bzowski lengyel Domokos-rendi szerzetes, és Henry de Sponde francia történetíró. A folytatók egyike sem érte el Baronius művének színvonalát.

Baronius legjobb életrajzát Hieronymus Barnabeus oratóriánus szerzetes állította össze Vita Baronii címmel. (Róma, 1651, bővítve kiadta Georg Fritz, 1718).